# ريما الدالي

"ريما الدالي" حاملة لافتتها المشهورة

ذات الرداء الأحمر واسمها الحقيقي ريما الدالي من مدينة اللاذقية السورية.
درست حقوق بجامعة حلب وهي تعمل ضمن برنامج يدعى: "NGO Platform" يسعى لمساعدة منظمات المجتمع المدني، وهو عبارة عن شراكة بين برنامج الأمم المتحدة للتنمية "UNDP" والأمانة السورية العامة للتنمية.
نالت شهرتها وذلك من وقوفها وسط العاصمة دمشق أمام مجلس الشعب السوري حاملةً لافتةً كتب عليها «أوقفوا القتل... نريد أن نبني وطناً لكل السوريين» في خضم الثورة السورية · .
اعتقلت يوم 10 نيسان/أبريل 2012 وأطلق سراحها في نفس اليوم أو بعد يوم من ذلك وقد ظلت في تلك الفترة حبيسة أحد الأفرع الاستخبارات الأمنية في دمشق. لم تتعرض للتعذيب. اعتقل عدد من المارة والناشطين الذين دافعوا عنها وتم إطلاق سراحهم في ما بعد.